# Chen’er (sockenhuvudort i Kina, Hunan Sheng, lat 29,34, long 111,62)
Chen'er är en sockenhuvudort i Kina. Den ligger i provinsen Hunan, i den södra delen av landet, omkring 180 kilometer nordväst om provinshuvudstaden Changsha. Antalet invånare är 13 732. Befolkningen består av 6 639 kvinnor och 7 093 män. Barn under 15 år utgör 11,0 %, vuxna 15-64 år 76 %, och äldre över 65 år 12,0 %.
Runt Chen'er är det tätbefolkat, med 511 invånare per kvadratkilometer. Närmaste större samhälle är Mengquan, 16,0 km nordväst om Chen'er. I omgivningarna runt Chen'er växer huvudsakligen savannskog.
Genomsnittlig årsnederbörd är 1 706 millimeter. Den regnigaste månaden är maj, med i genomsnitt 303 mm nederbörd, och den torraste är december, med 32 mm nederbörd.